# Tour de Pologne 2017 – 3. etap
3. etap kolarskiego wyścigu Tour de Pologne 2017 odbył się 31 lipca. Start etapu miał miejsce w Jaworznie natomiast meta w Szczyrku. Etap liczył 161 kilometrów.

## Premie
Na 3. etapie były następujące premie:
| Rodzaj | Rodzaj          | Miejscowość   | Kilometry (od startu) | Kilometry (do mety) |
| ------ | --------------- | ------------- | --------------------- | ------------------- |
|        | Lotna           | Mysłowice     | 10,6 km               | 150,4 km            |
|        | Lotna           | Bielsko-Biała | 67,2 km               | 93,8 km             |
|        | Górska (I kat.) | Salmopol      | 92,1 km               | 68,9 km             |
|        | Górska (I kat.) | Zameczek      | 106,7 km              | 54,3 km             |
|        | Górska (I kat.) | Zameczek      | 126,2 km              | 34,8 km             |
|        | Lotna           | Wisła         | 136,0 km              | 25,0 km             |
|        | Górska (I kat.) | Salmopol      | 149,7 km              | 11,3 km             |

### Wyniki
| Lotna – Mysłowice |                   |        |        |
| Miejsce           | Zawodnik          | Zespół | Punkty |
| 1.                | Bob Jungels       | QST    | 3      |
| 2.                | Luis León Sánchez | AST    | 2      |
| 3.                | Matti Breschel    | AST    | 1      |

| Lotna – Bielsko-Biała |                   |        |        |
| Miejsce               | Zawodnik          | Zespół | Punkty |
| 1.                    | Maciej Paterski   | CCC    | 3      |
| 2.                    | Bert-Jan Lindeman | LTJ    | 2      |
| 3.                    | Adam Stachowiak   | POL    | 1      |

| Górska – Salmopol |                       |        |        |
| Miejsce           | Zawodnik              | Zespół | Punkty |
| 1.                | Maciej Paterski       | CCC    | 10     |
| 2.                | Maxime Monfort        | LTS    | 7      |
| 3.                | Sébastien Reichenbach | FDJ    | 5      |
| 4.                | Adam Stachowiak       | POL    | 3      |
| 5.                | Bert-Jan Lindeman     | TLJ    | 2      |

| Górska – Zameczek |                       |        |        |
| Miejsce           | Zawodnik              | Zespół | Punkty |
| 1.                | Sébastien Reichenbach | FDJ    | 10     |
| 2.                | Maciej Paterski       | CCC    | 7      |
| 3.                | Maxime Monfort        | LTS    | 5      |
| 4.                | Rémi Cavagna          | QST    | 3      |
| 5.                | Adam Stachowiak       | POL    | 2      |

| Górska - Zameczek |                 |        |        |
| Miejsce           | Zawodnik        | Zespół | Punkty |
| 1.                | Laurens De Plus | QST    | 10     |
| 2.                | Dayer Quintana  | MOV    | 7      |
| 3.                | Diego Rosa      | SKY    | 5      |
| 4.                | Vincenzo Nibali | TBM    | 3      |

| Lotna – Wisła |                  |        |        |
| Miejsce       | Zawodnik         | Zespół | Punkty |
| 1.            | Toms Skujiņš     | CDT    | 3      |
| 2.            | Wout Poels       | SKY    | 2      |
| 3.            | Matteo Montaguti | ALM    | 1      |

| Górska – Salmopol |                    |        |        |
| Miejsce           | Zawodnik           | Zespół | Punkty |
| 1.                | Jack Haig          | ORS    | 10     |
| 2.                | Diego Rosa         | SKY    | 7      |
| 3.                | Domenico Pozzovivo | ALM    | 5      |
| 4.                | Dylan Teuns        | BMC    | 3      |
| 5.                | Wout Poels         | SKY    | 2      |

## Wyniki etapu
| Miejsce | Zawodnik             | Państwo         | Zespół            | Czas       | Bon.  | Pkt. |
| ------- | -------------------- | --------------- | ----------------- | ---------- | ----- | ---- |
| 1.      | Dylan Teuns          | Belgia          | BMC Racing Team   | 3h 51' 41" | -10 s | 20   |
| 2.      | Peter Sagan          | Słowacja        | Bora-Hansgrohe    | + 0"       | -6 s  | 19   |
| 3.      | Rafał Majka          | Polska          | Bora-Hansgrohe    | + 0"       | -4 s  | 18   |
| 4.      | Wilco Kelderman      | Holandia        | Team Sunweb       | + 0"       | —     | 17   |
| 5.      | Tom-Jelte Slagter    | Holandia        | Cannondale-Drapac | + 5"       | —     | 16   |
| 6.      | Odd Christian Eiking | Norwegia        | FDJ               | + 7"       | —     | 15   |
| 7.      | Domenico Pozzovivo   | Włochy          | Ag2r-La Mondiale  | + 8"       | —     | 14   |
| 8.      | Adam Yates           | Wielka Brytania | Orica-Scott       | + 9"       | —     | 13   |
| 9.      | Wout Poels           | Holandia        | Team Sky          | + 12"      | -2 s  | 12   |
| 10.     | Sam Oomen            | Holandia        | Team Sunweb       | + 14"      | —     | 11   |

## Klasyfikacje po 3. etapie

### Klasyfikacja generalna
| Miejsce | Zawodnik             | Państwo         | Zespół            | Czas        |
| ------- | -------------------- | --------------- | ----------------- | ----------- |
|         | Peter Sagan          | Słowacja        | Bora-Hansgrohe    | 10h 03' 02" |
| 2.      | Dylan Teuns          | Belgia          | BMC Racing Team   | + 6"        |
| 3.      | Rafał Majka          | Polska          | Bora-Hansgrohe    | + 12"       |
| 4.      | Wilco Kelderman      | Holandia        | Team Sunweb       | + 16"       |
| 5.      | Tom-Jelte Slagter    | Holandia        | Cannondale-Drapac | + 21"       |
| 6.      | Odd Christian Eiking | Norwegia        | FDJ               | + 23"       |
| 7.      | Domenico Pozzovivo   | Włochy          | Ag2r-La Mondiale  | + 24"       |
| 8.      | Wout Poels           | Holandia        | Team Sky          | + 25"       |
| 9.      | Adam Yates           | Wielka Brytania | Orica-Scott       | + 25"       |
| 10.     | Nathan Haas          | Australia       | Dimension Data    | + 30"       |

### Klasyfikacja punktowa
| Miejsce | Zawodnik          | Państwo   | Zespół         | Punkty |
| ------- | ----------------- | --------- | -------------- | ------ |
|         | Peter Sagan       | Słowacja  | Bora-Hansgrohe | 52     |
| 2.      | Danny Van Poppel  | Holandia  | Team Sky       | 37     |
| 3.      | Nathan Haas       | Australia | Dimension Data | 36     |
| 4.      | Niccolò Bonifazio | Włochy    | Bahrain-Merida | 30     |
| 5.      | Boy Van Poppel    | Holandia  | Trek-Segafredo | 29     |

### Klasyfikacja górska
| Miejsce | Zawodnik              | Państwo    | Zespół                | Punkty |
| ------- | --------------------- | ---------- | --------------------- | ------ |
|         | Maciej Paterski       | Polska     | CCC Sprandi Polkowice | 17     |
| 2.      | Sebastien Reichenbach | Szwajcaria | FDJ                   | 15     |
| 3.      | Diego Rosa            | Włochy     | Team Sky              | 12     |
| 4.      | Maxime Monfort        | Belgia     | Lotto Soudal          | 12     |
| 5.      | Laurens De Plus       | Belgia     | Quick-Step Floors     | 10     |

### Klasyfikacja najaktywniejszych
| Miejsce | Zawodnik          | Państwo  | Zespół                | Punkty |
| ------- | ----------------- | -------- | --------------------- | ------ |
|         | Adrian Kurek      | Polska   | CCC Sprandi Polkowice | 9      |
| 2.      | Martijn Keizer    | Holandia | Team LottoNL-Jumbo    | 6      |
| 3.      | Maciej Paterski   | Polska   | CCC Sprandi Polkowice | 5      |
| 4.      | Toms Skujiņš      | Łotwa    | Cannondale-Drapac     | 3      |
| 5.      | Niccolò Bonifazio | Włochy   | Bahrain-Merida        | 3      |

### Klasyfikacja drużynowa
| Miejsce | Zespół            | Państwo                      | Czas        |
| ------- | ----------------- | ---------------------------- | ----------- |
| 1.      | Bora-Hansgrohe    | Niemcy                       | 30h 12' 51" |
| 2.      | Quick-Step Floors | Belgia                       | + 17"       |
| 3.      | Movistar Team     | Hiszpania                    | + 24"       |
| 4.      | Lotto Soudal      | Belgia                       | + 45"       |
| 5.      | UAE Team Emirates | Zjednoczone Emiraty Arabskie | + 1' 42"    |